# 66. østlige længdekreds
Den 66. østlige længdekreds (eller 66 grader østlig længde) er en længdekreds, der ligger 66 grader øst for nulmeridianen. Den løber gennem Ishavet, Europa, Asien, det Indiske Ocean, det Sydlige Ishav og Antarktis.